# نقطة التقاطع مع محور y

النقطة (1،0) هي نقطة التقاطع مع محور y

نقطة التقاطع مع محور y (بالإنجليزية: y-intercept)‏ ويُسمى في بعض بعض البلدان العربية: نقطة التقاطع مع المحور الصادي ويُسمى في سوريا: نقطة التقاطع مع محور العيني، هو مصطلح يُطلق في الهندسة الرياضية على النقطة التي يقطع فيها مخطط دالة محور العينات في نظام الإحداثيات. من الممكن القول أيضًا أن هذه النقطة هي نقطة مخطط الدالة عندما (س = 0).